# Xã Macedonia, Quận Pottawattamie, Iowa
Xã Macedonia (tiếng Anh: Macedonia Township) là một xã thuộc quận Pottawattamie, tiểu bang Iowa, Hoa Kỳ. Năm 2010, dân số của xã này là 396 người.